# 남구리 나들목
남구리 나들목(S.Guri IC)은 경기도 구리시 토평동에 설치된 세종포천고속도로의 1번 교차로이다.

## 연혁
- 2012년 6월 5일 : 구리포천고속도로 신설을 위해 구리시 도시계획시설 교통광장에 토평동 일원을 남구리 나들목으로 고시[1]
- 2014년 12월 24일 : 구리포천고속도로 민간투자사업 실시계획 변경으로 인해 구리시 도시계획시설 교통광장 면적 변경[2]
- 2016년 12월 9일 : 세종포천고속도로 성남 ~ 구리 구간 신설을 위해 구리시 도시계획시설 교통광장에 토평동 일원을 남구리 나들목으로 고시[3]
- 2017년 6월 30일 : 세종포천고속도로 구리 ~ 포천 구간 개통과 함께 통행 개시[4]
- 2018년 5월 4일 : 안성 ~ 구리 10~14공구 구간 세부설계 변경으로 인해 교통광장 규모 변경[5]
- 2025년 1월 1일 : 남안성 분기점 방향 개통

## 구조물 정보
- 위치: 경기도 구리시 토평동

## 접속하는 도로
- 강변북로(서울.광장동 천호대교 올림픽대교 잠실대교 청담대교 영동대교 남양주 다산 덕소 호평.평내)